# Fuente y caudal
Fuente y caudal es el título de un álbum de Paco de Lucía, editado en 1973 por Fonogram.
Es el quinto elepé en solitario de Paco de Lucía. Con este disco se inicia un nuevo ciclo en la carrera de Paco de Lucía. El joven algecireño demuestra en este LP un nivel de perfección técnica y de estilo que hasta la fecha no habían sido alcanzados por guitarrista flamenco alguno. La proyección tanto nacional como internacional de Paco de Lucía se hará realidad con la edición de este disco, gracias a la popularidad alcanzada con la rumba Entre dos aguas. Editado en el año 1973, Fuente y caudal tuvo también un importante impacto entre los aficionados que seguían la carrera del guitarrista algecireño, acercando además el flamenco a muchas personas que hasta entonces habían permanecido indiferentes a este tipo de música.
El disco contiene ocho temas inicialmente atribuidos  a Torregrosa y Paco de Lucía, aunque, como casi siempre, son de Paco en exclusiva. La segunda guitarra la toca su hermano Ramón de Algeciras. Se trata curiosamente de una obra forzada, para cumplir el contrato discográfico, donde tan solo la taranta que da título al álbum estaba preparada. Una vez grabados siete temas del disco, y para completarlo, se añadió una rumbita semiimprovisada (Entre dos aguas), con bajo y bongó, que catapultará definitivamente a la fama al genio de Algeciras.
Apareció en 1973, se reeditó en 1975. En 1981 apareció en serie económica en casete. Apareció en CD en 1987. En 1990 fue remasterizado, y en 2003 de nuevo fue revisado para la edición en la caja Integral.
De este álbum hay trece versiones.

## Lista de temas
| Pista | Título                                | Autor         | Interpretaciones | Duración |
| ----- | ------------------------------------- | ------------- | ---------------- | -------- |
| 1. A1 | Entre dos aguas, rumba                | Paco de Lucía |                  | 6:03     |
| 2. A2 | Aires choqueros (fandangos de Huelva) | Paco de Lucía |                  | 4:14     |
| 3. A3 | Reflejo de luna granaína              | Paco de Lucía |                  | 3:52     |
| 4. A4 | Solera (bulerías por soleá)           | Paco de Lucía |                  | 3:46     |
| 5. B1 | Fuente y caudal (tarantas)            | Paco de Lucía |                  | 5:12     |
| 6. B2 | Cepa andaluza (bulerías)              | Paco de Lucía |                  | 5:50     |
| 7. B3 | Los Pinares (tangos)                  | Paco de Lucía |                  | 3:37     |
| 8. B4 | Plaza de San Juan (alegrías)          | Paco de Lucía |                  | 3:10     |

## Versiones
| Título          | Formato                              | Discográfica          | N.º catáloago   | País           | Año  |
| --------------- | ------------------------------------ | --------------------- | --------------- | -------------- | ---- |
| Fuente y caudal | LP, álbum                            | Philips               | 63 28 109       | España         | 1974 |
| Fuente y caudal | Casete                               | Philips, Discolibro   | 71 23 093, 8863 | España         | 1975 |
| Fuente y caudal | LP                                   | Philips               | 6328 109        | España         | 1975 |
| Fuente y caudal | LP                                   | Philips               | 63 28 109 A     | Italia         | 1975 |
| Fuente y caudal | LP, álbum                            | Cantabile, Discolibro | 8160            | España         | 1975 |
| Paco            | Casete, álbum (reedición)            | Island Records        | ILPS 9354       | Estados Unidos | 1975 |
| Paco            | LP                                   | Island Records        | ILPS 9354       | Reino Unido    | 1975 |
| Paco            | LP, álbum                            | Island Records        | ILPS 9354       | Canadá         | 1975 |
| Paco            | LP, álbum                            | Island Records        | ILPS 9354       | Estados Unidos | 1975 |
| Fuente y caudal | LP, álbum                            | Philips               | 40.186          | Venezuela      | 1977 |
| Fuente y caudal | Casete, álbum                        | Philips               | 832 340-4       | España         | 1990 |
| Fuente y caudal | CD                                   | Philips               | 832 340-2       | España         | 1991 |
| Fuente y caudal | CD, álbum (reedición, remasterizado) | Philips, Universal    | 0042283234024   | España         | 2002 |

## Músicos
- Paco de Lucía: guitarra.
- Ramón de Algeciras: guitarra (pistas A1, B3).
- Pepe Ébano (José Sánchez): bongós (pista A1).

## Partitura
- Paco de Lucía. Fuente y Caudal. Publicado por RGB Arte Visual S.L., n.º: RGBAV00113, n.º de páginas: 210, dimensión: A4, publicado en 2005, coautores: Partitura en nota y cifra transcritas por Juan Manuel Cañizares.